# Thor DM-19
Thor DM-19 – amerykański człon rakiet nośnych będący odpowiednio zaadaptowanym międzykontynentalnym pociskiem PGM-17 Thor. Stanowił podstawowy człon wielu rakiet nośnych. Z racji tego pierwsza część ich nazw zaczyna się od Thor: Thor Delta, Thor Able, Thor Able I, Thor Able II, Thor Able IIM1, Thor Able III, Thor Able IV, Thor Agena A, Thor Agena B, Thor Agena D, Thor Burner, Thor MG-18. Używany był również samodzielnie, np. jako rakieta nośna Thor DM-18A.

## Budowa
Silnik LR 79 wytwarzał ciąg o sile 68 T, w którym paliwem była nafta, a utleniaczem ciekły tlen. Zapas mieszanki paliwowej pozwalał na pracę silnika przez 150 sekund. Cylindryczny zbiornik zawierający naftę znajdował się w górnej części kadłuba, a cylindryczny zbiornik z ciekłym tlenem był w dolnej części rakiety. Masa członu wraz ze składnikami mieszanki wynosiła 45,5 ton, długość 19,8 m i średnica 2,4 m, przy czym średnica kadłuba malała ku górze. Składniki mieszanki paliwowej przepompowywane były do silnika przez pompę turbinową o mocy 2500 KM. Silnik zamocowany był wahliwie w celu możliwości sterowania rakietą.